# Ranoidea eucnemis
A Ranoidea eucnemis a kétéltűek (Amphibia) osztályának békák (Anura) rendjébe, a Pelodryadidae családba, azon belül a Pelodryadinae alcsaládba tartozó faj.

## Előfordulása
A faj Ausztráliában, Pápua Új-Guineában és Indonéziában honos. Természetes élőhelye a szubtrópusi vagy trópusi nedves síkvidéki erdők, szubtrópusi vagy trópusi nedves hegyvidéki erdők, folyók, időszakos folyók, kertek, lepusztult erdők. A fajra élőhelyének elvesztése jelent fenyegetést.